# Campionato asiatico per club 2008 (maschile)
Il campionato asiatico per club 2008 si è svolto dal 17 al 22 luglio 2008 ad Almaty, in Kazakistan. Al torneo hanno partecipato 8 squadre di club asiatiche ed oceaniane e la vittoria finale è andata per la quarta volta, la terza consecutiva, al Payakan Teheran VC.

## Squadre partecipanti
- Al-Arabi
- Al-Nasr
- Al-Najma
- Almatı
- Esil
- Suntory Sunbirds
- Paykan
- Henan

## Fase a gironi

### Gironi
| Girone A                                  | Girone B                  |
| ----------------------------------------- | ------------------------- |
| Al-Arabi Al-Najma Almatı Suntory Sunbirds | Al-Nasr Esil Paykan Henan |

## Fase finale

### Finali 1º e 3º posto
|  | Semifinali       | Semifinali       | Semifinali |        |        | Finale 1º/2º posto | Finale 1º/2º posto | Finale 1º/2º posto |  |
|  |                  |                  |            |        |        |                    |                    |                    |  |
|  | Almatı           | Almatı           | 3          |        |        |                    |                    |                    |  |
|  | Almatı           | Almatı           | 3          |        |        |                    |                    |                    |  |
|  | Al-Nasr          | Al-Nasr          | 2          |        |        |                    |                    |                    |  |
|  | Al-Nasr          | Al-Nasr          | 2          |        | Almatı | Almatı             | 1                  |                    |  |
|  |                  |                  |            |        | Almatı | Almatı             | 1                  |                    |  |
|  |                  |                  | Paykan     | Paykan | 3      |                    |                    |                    |  |
|  | Paykan           | Paykan           | Paykan     | Paykan | 3      | 3                  |                    |                    |  |
|  | Paykan           | Paykan           |            |        |        | 3                  |                    |                    |  |
|  | Suntory Sunbirds | Suntory Sunbirds | 0          |        |        | Finale 3º/4º posto | Finale 3º/4º posto | Finale 3º/4º posto |  |
|  | Suntory Sunbirds | Suntory Sunbirds | 0          |        |        |                    |                    |                    |  |
|  |                  |                  |            |        |        |                    |                    |                    |  |
|  |                  |                  |            |        |        | Al-Nasr            | Al-Nasr            | 2                  |  |
|  |                  |                  |            |        |        | Al-Nasr            | Al-Nasr            | 2                  |  |
|  |                  |                  |            |        |        | Suntory Sunbirds   | Suntory Sunbirds   | 3                  |  |

### Finali 5º e 7º posto
|  | Semifinali | Semifinali | Semifinali |       |          | Finale 5°/6 posto  | Finale 5°/6 posto  | Finale 5°/6 posto  |  |
|  |            |            |            |       |          |                    |                    |                    |  |
|  | Al-Arabi   | Al-Arabi   | 3          |       |          |                    |                    |                    |  |
|  | Al-Arabi   | Al-Arabi   | 3          |       |          |                    |                    |                    |  |
|  | Esil       | Esil       | 1          |       |          |                    |                    |                    |  |
|  | Esil       | Esil       | 1          |       | Al-Arabi | Al-Arabi           | 1                  |                    |  |
|  |            |            |            |       | Al-Arabi | Al-Arabi           | 1                  |                    |  |
|  |            |            | Henan      | Henan | 3        |                    |                    |                    |  |
|  | Henan      | Henan      | Henan      | Henan | 3        | 3                  |                    |                    |  |
|  | Henan      | Henan      |            |       |          | 3                  |                    |                    |  |
|  | Al-Najma   | Al-Najma   | 1          |       |          | Finale 7º/8º posto | Finale 7º/8º posto | Finale 7º/8º posto |  |
|  | Al-Najma   | Al-Najma   | 1          |       |          |                    |                    |                    |  |
|  |            |            |            |       |          |                    |                    |                    |  |
|  |            |            |            |       |          | Esil               | Esil               | 0                  |  |
|  |            |            |            |       |          | Esil               | Esil               | 0                  |  |
|  |            |            |            |       |          | Al-Najma           | Al-Najma           | 3                  |  |

## Classifica finale
| Classifica | Squadre          |
| ---------- | ---------------- |
|            | Paykan           |
|            | Almatı           |
|            | Suntory Sunbirds |
| 4          | Al-Nasr          |
| 5          | Henan            |
| 6          | Al-Arabi         |
| 7          | Al-Najma         |
| 8          | Esil             |